# Lebon Régis
Lebon Régis este un oraș în Santa Catarina (SC), Brazilia.